# Carlos Humberto Larrea Dávila
Carlos Humberto Larrea Dávila (* 18. Juli 1968 in Quito) ist ein ecuadorianischer Diplomat,  der seit 6. März 2018 Botschafter in Peking ist.

## Bildung
Er schloss ein Studium der Rechtswissenschaft an der Päpstlichen Katholischen Universität von Ecuador ab und erhielt die Zulassung zum Rechtsanwalt.
Er ist Master der Internationalen Migration der Päpstlichen Universität Comillas in Madrid. Er trat in den auswärtigen Dienst ein und absolvierte als der beste seiner Klasse die Diplomatische Akademie von Ecuador in Quito. Er erwarb einen höheren Abschluss durch die Arbeit: „Internen und internationalen Aspekten der Vormundschaft für Menschenrechte“ an der Universität „Luis Guido Carli“ in Rom. Er erwarb einen höheren Abschluss mit der Arbeit "Internationalem Handelsrecht" und "Gemeinschaftsrecht" an der Universität La Sapienza in Rom.

## Diplomatische Karriere
Vom 19. September 2014 bis 6. März 2018 war er Botschafter in Minsk (Belarus).
Er wurde an den ecuadorianischen Missionen, zunächst bei der Italienischen Regierung, dann dem Heiligen Stuhl und danach in Madrid beschäftigt.
Er war Stellvertretender Verteidigungsminister.
Er war Generalkoordinator für internationale strategische Integration des nationalen Sekretariats für Planung und Entwicklung in Quito.
Er war Berater des Ministers für Tourismus und des Parlamentarischen Rates in Quito.
Als Verhandlungsführerwirkte er bei der diplomatischen Konferenz der Vereinten Nationen zur Einrichtung eines internationalen Strafgerichtshofs in Rom.
Er war Stellvertretender Ständiger Vertreter bei der FAO und stellvertretender Gouverneur des Internationalen Fonds für landwirtschaftliche Entwicklung in Rom.

## Dozent
Er lehrte als Dozent am Nationalen Institut für Höhere Studien, der Diplomatischen Akademie und
der Juristischen Fakultät der Päpstlichen Katholischen Universität von Ecuador an Lehrstühlen für diplomatisches Recht, internationales öffentliches Recht, internationales Strafrecht und internationales Migrationsrecht.

## Veröffentlichungen
- Civil Service Academy Science Journal: “Public diplomacy and Nation branding as external advocacy strategies”, *“Responsibility to protect (RtoP): The Contribution of Ecuador and Latin American to the Progressive Development of International Law”, “Green economy as the basis for sustainable development”. Minsk. Belarus.
- Journal of the Institute of Philosophy. National Academy of Science:
- “Defense doctrine as a factor for Strategic integration”. Minsk.Belarus.
- “Belorusskaya Dumka” Journal: “Ecuador: a geopolitical window in Latin America”.
- Acción política para el fortalecimiento de la capacidad operativa de las Fuerzas Armadas.[2]

| Vorgänger              | Amt                                                                       | Nachfolger                        |
| ---------------------- | ------------------------------------------------------------------------- | --------------------------------- |
| —                      | Ecuadorianischer Botschafter in Minsk 19. September 2014 bis 6. März 2018 | Leopoldo Enrique Rovayo Verdesoto |
| José María Borja López | Ecuadorianischer Botschafter in Peking seit 6. März 2018                  | —                                 |